# Strada europea E962
La strada europea E962  è una strada di classe B il cui percorso si snoda interamente in territorio greco, e precisamente in Attica e in Beozia.
Collega Eleusi a Tebe.
A differenza della parallela E75, il cui itinerario scorre più a est utilizzando l'autostrada 1, la E962 segue un percorso più tortuoso lungo la strada statale 3.

## Percorso
| E962 Ελευσίνα-Θήβα |                     |                  |
| Tipologia          | Tratto              | Interconnessioni |
| 3                  | Ελευσίνα (Eleusina) | E94              |
| 3                  | Θήβα (Tebe)         | E75              |